# Sosarme

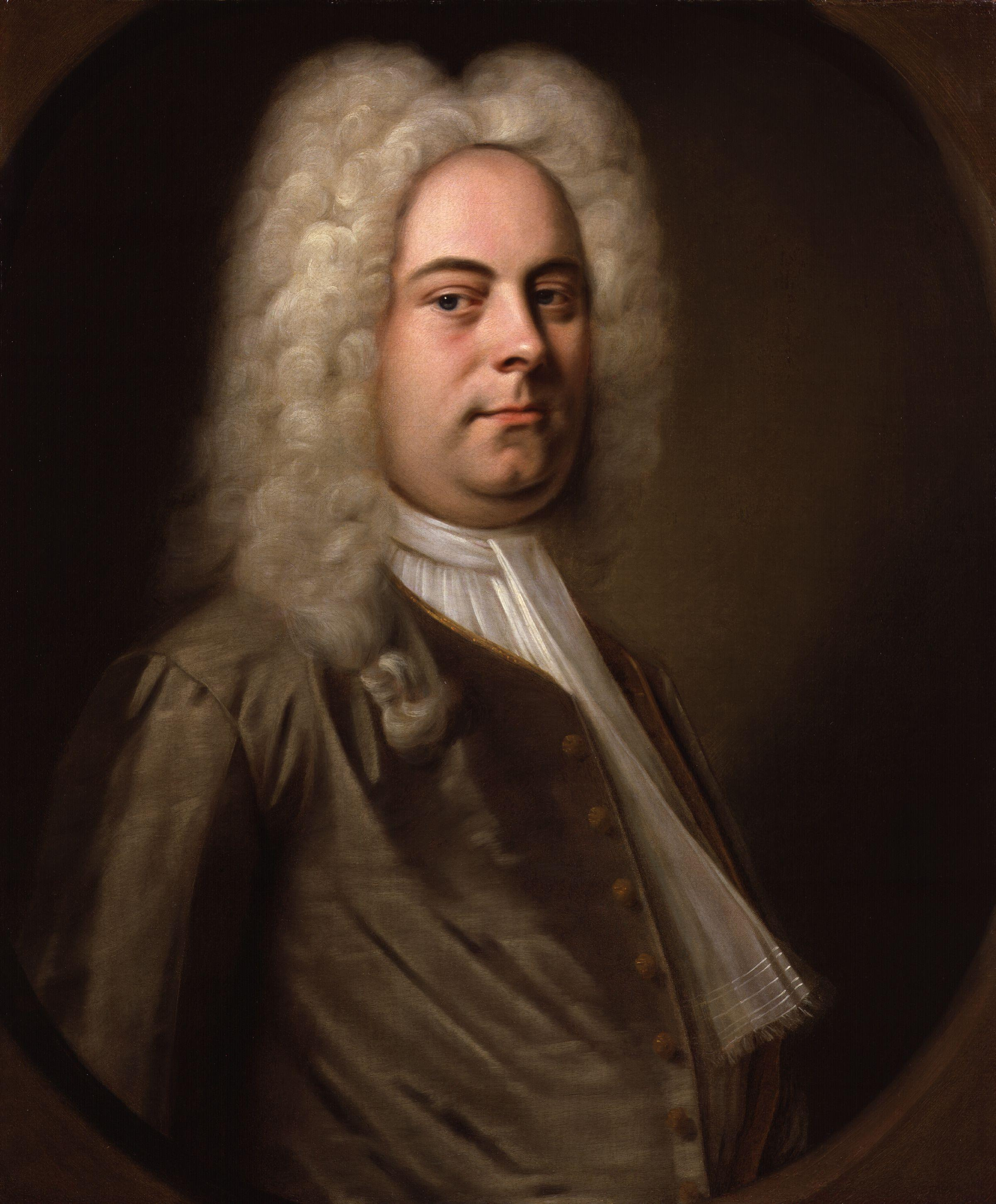
Georg Friedrich Händel

Sosarme, re di Media (Sosarme, kung av Media) (HWV 30) är en opera seria i tre akter med musik av Georg Friedrich Händel. Texten bygger på Antonio Salvis tidigare libretto Dionisio, re di Portugallo (Dionisis, kung av Portugal) tonsatt 1707 av Giacomo Antonio Perti.

## Historia
När Händel började komponera sin opera utspelades fortfarande handlingen i Portugal, men halvvägs i komponerandet ändrade Händel titeln och alla personernas namn, och flyttade handlingen till staden Sardes i det forntida riket Lydien. Ändringen kan ha gjorts av politiska skäl för att undvika att förarga Englands allianspartner Portugal. Operan hade premiär den 15 februari 1732 på The Queen's Theatre, Haymarket, London (senare The King's Theatre) och spelades 12 gånger. 1734 reviderade Händel operan och tog bort en hel del recitativ.

## Personer
- Sosarme, kung av Media (altkastrat)
- Haliate, kung av Lydien (tenor)
- Erenice, Haliates hustru (kontraalt)
- Argone, Haliates oäkta son (altkastrat)
- Melo, Haliates son och arvinge (kontraalt)
- Altomaro, Sosarmes rådgivare (bas)
- Elmira, Haliates dotter och Sosarmes älskade (sopran)

## Handling
Argone har gjort uppror mot sin fader Haliate som han misstänker favorisera brodern Melo som ny kung. Argone har intagit staden Sardes. Haliates armé belägrar staden tillsammans med kung Sosarmes styrkor. Sosarme har kommit för att be att få gifta sig med Haliates dotter Elmira. Sosarme vill försona fader och son men Haliate är inställd på hämnd. Argone gör ett försök att hämta mat till stadens invånare men han återkommer med sitt svärd färgat av Sosarmes blod, vilken han har sårat. Haliate bestämmer sig för att erbjuda fred och försoning med Argone och han sänder sin trogne rådgivare Altomaro för att medla. Altomaros dotter var Melos moder och i ett försök att hjälpa sitt barnbarn Melo ljuger han för Argone och hävdar att Haliate vill sluta fred bara om Argone ställer upp på en strid dem emellan. När han återvände till Haliate berättar han samma sak fast omvänt. Melo upptäcker Altomaros dubbelspel. Vid duellen bryter Erenice och Melo in och såras. Haliate och Argone kastar sina svärd och Melo avslöjar Altomaros förräderi. Alotmaro har flytt och begått självmord. Alla försonas och Sosarme och Elmira förenas.